# Connerré
Connerré is een gemeente in het Franse departement Sarthe (regio Pays de la Loire). De plaats maakt deel uit van het arrondissement Mamers. Connerré telde op 1 januari 2022 2.838 inwoners.

## Geografie
De oppervlakte van Connerré bedroeg op 1 januari 2022 16,6 vierkante kilometer; de bevolkingsdichtheid was toen 171 inwoners per km².

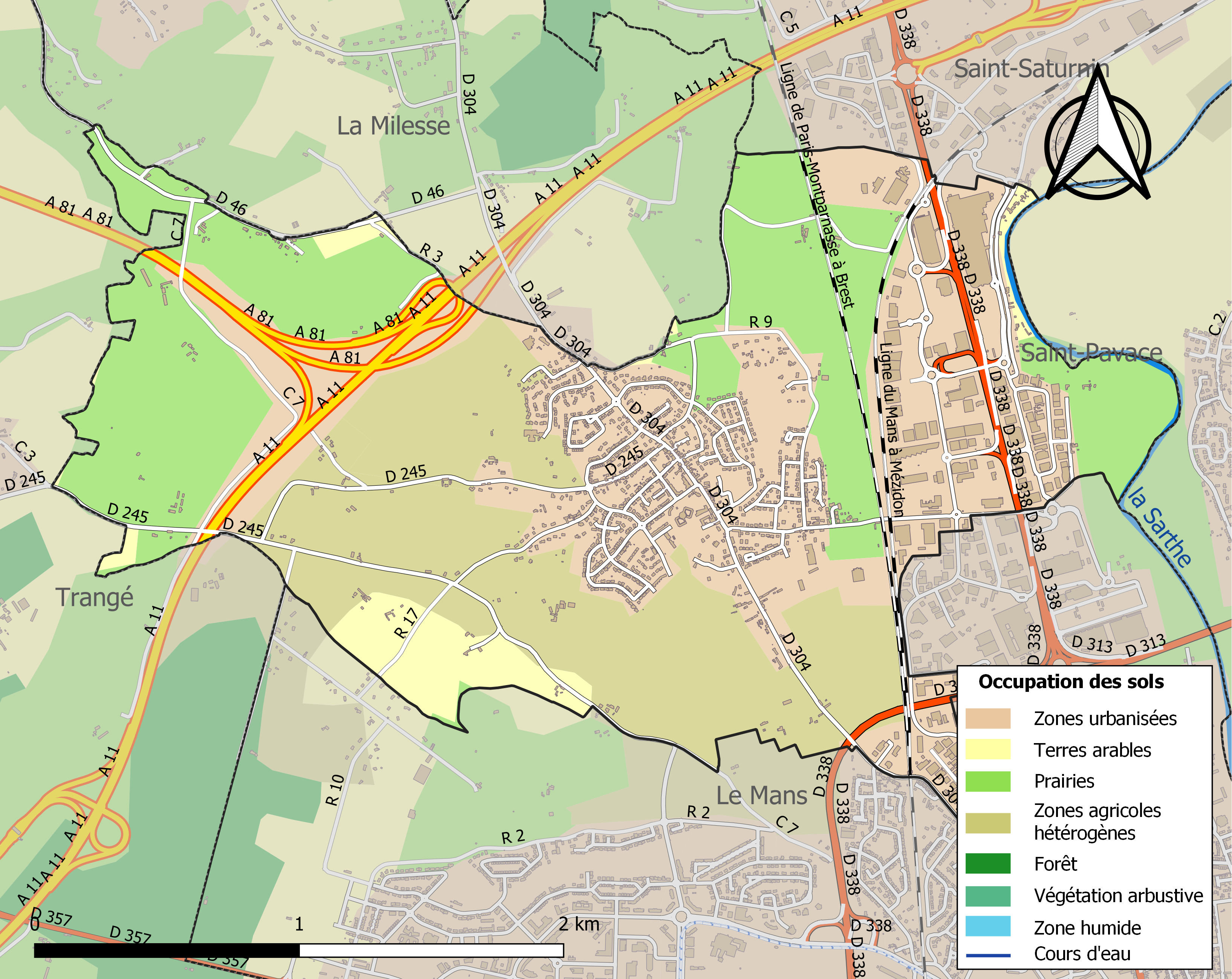
Kaart van de gemeente met de belangrijkste infrastructuur, bodemgebruik en omliggende gemeenten

## Demografie
Onderstaande figuur toont het verloop van het inwonertal (bron: INSEE-tellingen).

## Foto's

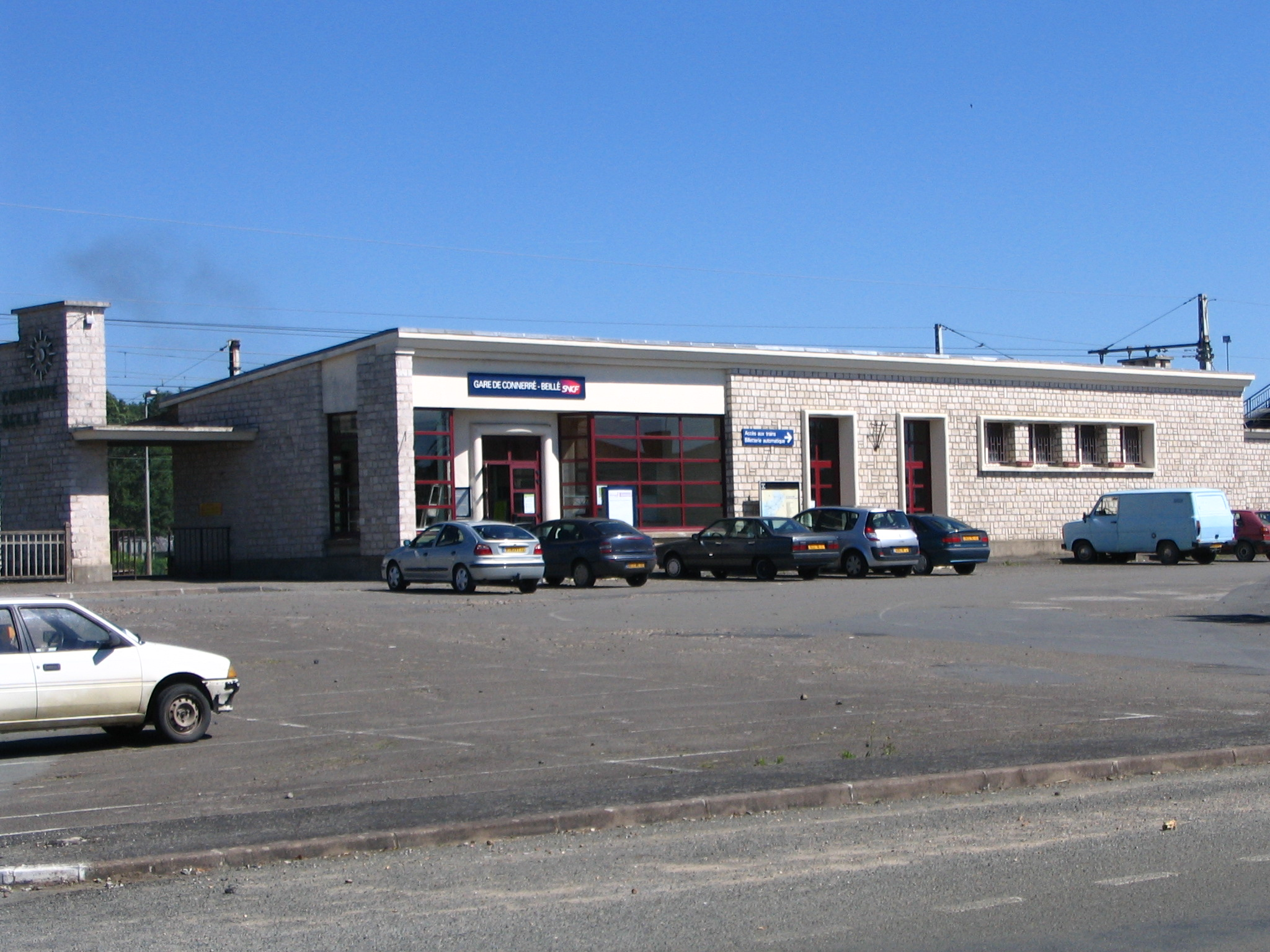
Station
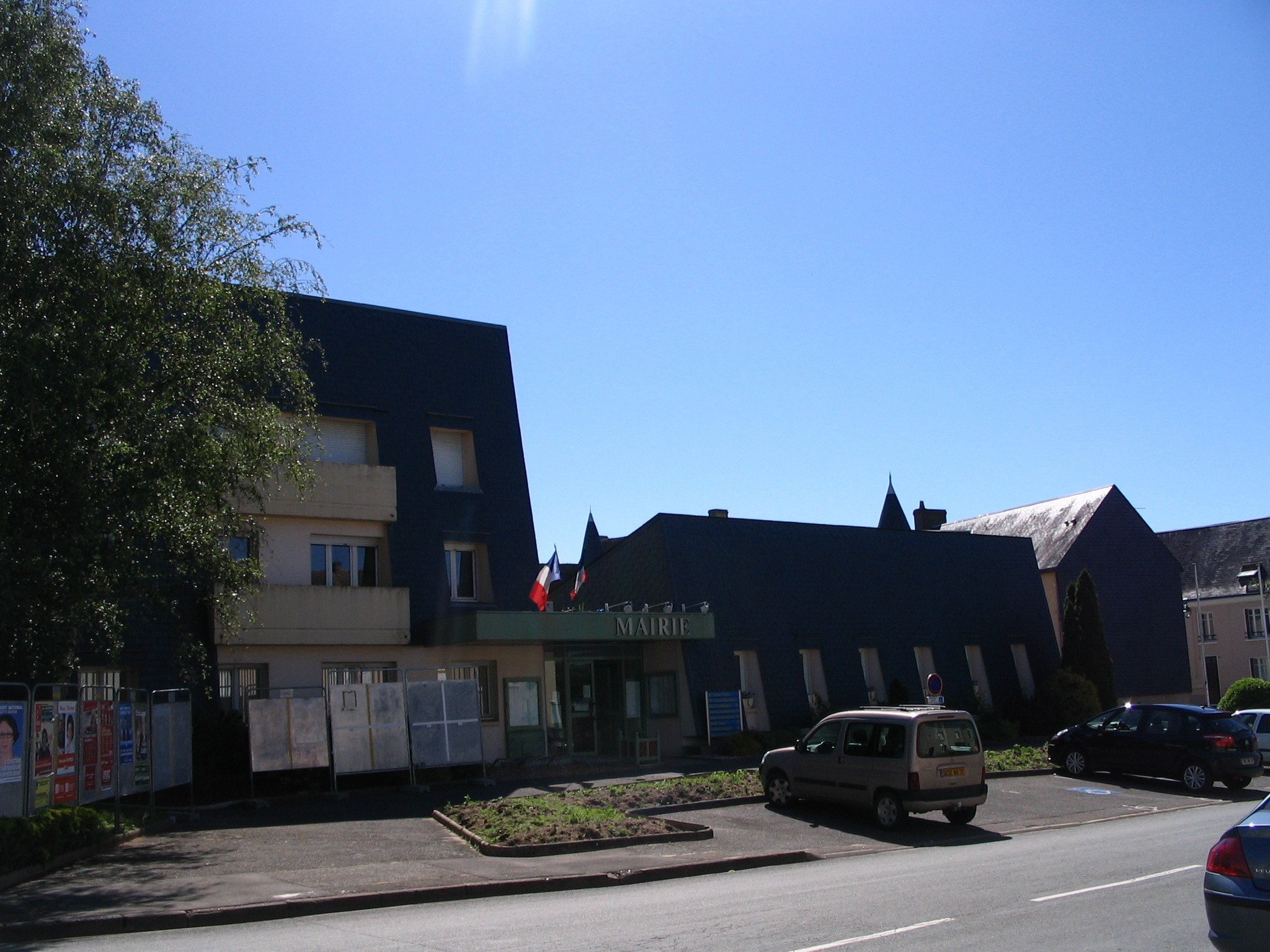
Gemeentehuis
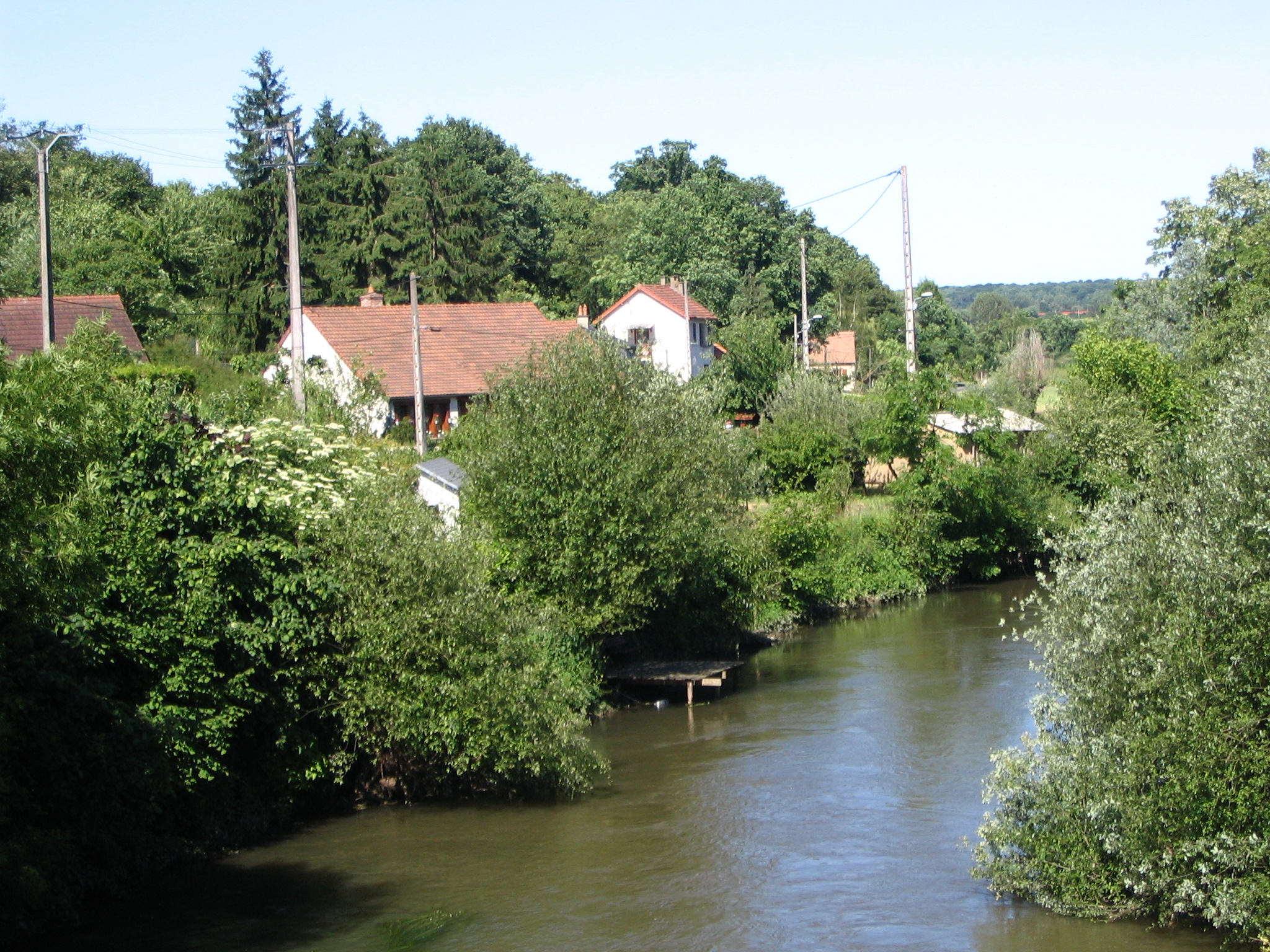
De Huisne